# Sjölunda, Vetlanda kommun
Sjölunda är en bebyggelse vid östra stranden av Grumlan i Bäckseda socken söder om Vetlanda i Vetlanda kommun. SCB avgränsade här en småort 2020.